# Yoav Talmi
Yoav Talmi, né le 28 avril 1943, est un chef d'orchestre et un compositeur israélien.

## Biographie
Il est né en 1943 dans le kibboutz de Merhavia. Il a étudié la composition ainsi que la direction d'orchestre en Israël, à la Rubin Academy of Music, puis aux États-Unis, à la Juilliard School. Il a été le directeur musical et le principal chef d'orchestre de l'Orchestre symphonique de Québec de 1998 à 2011. Précédemment, il était directeur artistique de l'Orchestre symphonique de San Diego.
Yoav Talmi est également compositeur. Parmi ses œuvres, on note la marche de Tsahal, Tsahal Tso'ed; il s'agit de la marche officielle de l'armée israélienne. Parmi les autres compositions, on peut citer une Elegy for Strings, Timpani and Accordion ("Dachau Reflections"). Son œuvre De Profundis for Choir and Orchestra a été créée à Québec en mai 2011.

## Discographie
Yoav Talmi a enregistré de nombreux disques, d'abord en sa qualité de pianiste (le plus souvent en duo avec son épouse, la flûtiste Erella Talmi) puis comme chef d'orchestre.
À la tête de l'Orchestre symphonique de Québec (OSQ), il a enregistré sous étiquette ATMA, Debussy Children's Corner, différentes orchestration d'œuvres de Debussy (2007). Sous CBC Record, on trouve Extase, où l'OSQ accompagne la soprano Measha Brueggergosman dans des œuvres de Berlioz et Massenet (2006). La première symphonie de Tchaikovsky, interprétée par le pianiste André Laplante, est disponible sous le label de Radio-Canada (2001).
Il a dirigé l'Orchestre symphonique de San Diego dans de nombreuses œuvres, notamment des œuvres de Berlioz.
Enfin, il a aussi enregistré des œuvres avec d'autres orchestres; citons plusieurs disques avec l'Orchestre de chambre d'Israël, l'Orchestre philharmonique d'Oslo, le Philharmonia Hungarica, ou encore l'Orchestre national de France.